# Allas-Bocage
 Allas-Bocage  es una población y comuna francesa, en la región de Poitou-Charentes, departamento de Charente Marítimo, en el distrito de Jonzac y cantón de Mirambeau.

## Demografía
| 182 | 186 | 189 | 173 | 163 | 150 |
| Para los censos de 1962 a 1999 la población legal corresponde a la población sin duplicidades (Fuente: INSEE [Consultar]) |     |     |     |     |     |